# ملولبة متموجة
ملولبة متموجة (الاسم العلمي: species undata) هي نوع منقرض من عضديات الأرجل تتبع جنس الملولبة من فصيلة الملولبات.